# جام طلایی آقاخان
جام طلایی آقاخان (انگلیسی: Aga Khan Gold Cup) نام رقابتی بود که در میان سال‌های ۱۹۵۸ تا ۱۹۸۱ با شرکت تیم‌های مطرحی در سطح آسیا برگزار می‌شد. لیگ قهرمانان آسیا به‌طور کلی به عنوان جایگزین این رقابت‌ها به حساب می‌آید.
چهل و نهمین امام شیعیان نزاری، کریم آقاخان چهارم، بانی این جام بود و به همین دلیل بدین نام شناخته شده‌است. سپیدرود رشت و برق تهران دو تیم ایرانی‌ای بودند که موفق به قهرمانی در جام رسمی آقاخان شدند.

## قهرمانان
| فصل       | قهرمان                                           | کشور                                             |
| --------- | ------------------------------------------------ | ------------------------------------------------ |
| ۱۹۵۸      | کراچی کیکرز                                      | پاکستان غربی                                     |
| ۱۹۵۹      | محمدان داکا                                      | پاکستان شرقی                                     |
| ۱۹۶۰      | محمدان کلتکه                                     | هند                                              |
| ۱۹۶۱      | منتخب اندونزی                                    | اندونزی                                          |
| ۱۹۶۲      | ویکتوریا اس.سی.                                  | پاکستان شرقی                                     |
| ۱۹۶۳      | راه‌آهن پاکستان                                   | پاکستان غربی                                     |
| ۱۹۶۴      | محمدان داکا کراچی پورت تراست (مشترک)             | پاکستان شرقی پاکستان غربی                        |
| ۱۹۶۵      | به دلیل جنگ هند و پاکستان در سال ۱۹۶۵ برگزار نشد | به دلیل جنگ هند و پاکستان در سال ۱۹۶۵ برگزار نشد |
| ۱۹۶۶      | تیم ملی فوتبال زیر ۲۳ سال اندونزی                | اندونزی                                          |
| ۱۹۶۷      | پی‌اس‌ام‌اس مدان                                    | اندونزی                                          |
| ۱۹۶۸      | محمدان داکا                                      | پاکستان شرقی                                     |
| ۱۹۶۹      | برگزار نشد                                       | برگزار نشد                                       |
| ۱۹۷۰      | ‌برق تهران                                        | ایران                                            |
| ۱۹۷۱-۱۹۷۴ | به دلیل جنگ آزادی‌بخش بنگلادش برگزار نشد          | به دلیل جنگ آزادی‌بخش بنگلادش برگزار نشد          |
| ۱۹۷۵      | برگزار نشد                                       | برگزار نشد                                       |
| ۱۹۷۶      | پینانگ اف. ای.                                   | مالزی                                            |
| ۱۹۷۷      | سپیدرود رشت                                      | ایران                                            |
| ۱۹۷۸      | برگزار نشد                                       | برگزار نشد                                       |
| ۱۹۷۹      | نیاک میترا                                       | اندونزی                                          |
| ۱۹۸۰      | برگزار نشد                                       | برگزار نشد                                       |
| ۱۹۸۱      | بانک بانکوک اتحادیه برادران (مشترک)              | تایلند بنگلادش                                   |

### کشوری
جدول زیر لیست کشورها در تعداد قهرمانی باشگاه‌ها را نشان می‌دهد.
| کشور    | قهرمانی |
| ------- | ------- |
| بنگلادش | ۵       |
| اندونزی | ۴       |
| پاکستان | ۳       |
| ایران   | ۲       |
| هند     | ۱       |
| مالزی   | ۱       |
| تایلند  | ۱       |

- بنگلادش ۴ بار با نام پاکستان شرقی قهرمان شده است.
- پاکستان ۳ بار با نام پاکستان غربی قهرمان شده است.